# Nate Marquardt
Nathan Joel «Nate» Marquardt (Lander, Wyoming; 20 de abril de 1979) es un artista marcial mixto estadounidense que compitió en la categoría de peso mediano de Ultimate Fighting Championship. Marquardt ha sido campeón de peso wélter de Strikeforce y tres veces campeón de peso medio en Pancrase.

## Primeros años
Marquardt nació en Lander, Wyoming y se crio junto con sus cuatro hermanos en Denver, Colorado. Su difunto padre era un pastor luterano, trabajó en la construcción, y era también un ex marine que luchó en la guerra de Vietnam. La madre de Marquardt era enfermera y administradora en la oficina de un abogado. Debido al trabajo de su padre, él y su familia se mudaban con frecuencia a lugares como Chicago, Illinois e Indiana. Sus padres se divorciaron cuando él tenía ocho años, y el joven Marquardt se trasladó a Colorado. Cuando tenía 15 años, comenzó a estudiar las disciplinas de la japonesa Jiu-Jitsu, Jiu-Jitsu Brasileño, el kickboxing, y Kenpo Karate.

## Carrera en artes marciales mixtas

### Retorno a UFC
Marquardt se enfrentó a Jake Ellenberger el 16 de marzo de 2013 en UFC 158. Marquardt perdió la pelea por nocaut en la primera ronda.
El 19 de octubre de 2013, Marquardt se enfrentó a Héctor Lombard en UFC 166. Lombard derrotó a Marquardt por nocaut en la primera ronda.
Marquardt se enfrentó a James Te-Huna en una pelea de peso medio el 28 de junio de 2014 en UFC Fight Night 43.  Marquardt ganó la pelea por sumisión en la primera ronda, ganando así el premio a la Actuación de la Noche.
El 3 de enero de 2015, Marquardt se enfrentó a Brad Tavares en UFC 182. Marquardt perdió la pelea por decisión unánime.
El 13 de junio de 2015, Marquardt se enfrentó a Kelvin Gastelum en UFC 188. Marquardt perdió la pelea por parón de su equipo en la segunda ronda.
Marquardt se enfrentó a C.B. Dollaway el 19 de diciembre de 2015 en UFC on Fox 17. Marquardt ganó la pelea por nocaut en la segunda ronda.
El 14 de mayo de 2016, Marquardt se enfrentó a Thiago Santos en UFC 198. Marquardt perdió la pelea por nocaut en la primera ronda.
Marquardt se enfrentó a Tamdan McCrory el 1 de octubre de 2016 en UFC Fight Night 96. Marquardt ganó la pelea por nocaut en la segunda ronda y ganó el bonus extra Actuación de la Noche.
Marquardt se enfrentó a Sam Alvey el 28 de enero de 2017 en UFC en Fox 23. Perdió la pelea por decisión unánime.
Marquardt se enfrentó a Vitor Belfort el 3 de junio de 2017 en el UFC 212. Perdió la pelea por decisión unánime.
Marquardt se enfrentó a Cezar Ferreira el 11 de noviembre de 2017 en UFC Fight Night 120. Perdió la pelea por decisión dividida.

### Retiro de las MMA
El 28 de diciembre de 2017, Marquardt anunció su retiro de las artes marciales mixtas después de acumular 45 peleas en sus 18 años de carrera.

## Vida personal
La esposa de Marquardt se llama Tessa. La pareja tuvo su primer hijo, una hija llamada Macaiah el 18 de mayo de 2010. Nate también tiene una hija, Emmalie, de una relación anterior. Marquardt tiene un hermano mayor quien se encuentra en la Fuerza Aérea de los Estados Unidos. Marquardt hizo un cameo breve en el comienzo del video musical de MC Hammer para el vídeo musical de Jay-Z, "Better Run Run", junto a Brendan Schaub, Eliot Marshall, y el entrenador Trevor Wittman. Marquardt también tuvo una pequeña aparición en la película Warrior como Karl "el danés" Kruller.

## Campeonatos y logros
- Ultimate Fighting Championship
  - Pelea de la Noche (Una vez)
  - KO de la Noche (Una vez)
  - Actuación de la Noche (Una vez)

- Strikeforce
  - Campeón de Peso Wélter (Una vez)
  - Peleó en la última pelea en la historia de Strikeforce

- Pancrase
  - Campeón de Peso Medio (Tres veces, primero)
  - Campeón Tour Pancrase Spirit 2002
  - Campeón del Torneo de King of Pancrase 2000 de Peso Medio

- Ring of Fire
  - Campeón de Peso Medio de Ring of Fire 2000 (Una vez)

- World Vale Tudo Federation
  - Campeón de la Federación Mundial de Vale Tudo 1999 (Una vez)

- Bas Rutten Invitational
  - Campeón de Peso Ligero de Bas Rutten Invitational 4 1999 (Una vez)

- Rumble In The Rockies
  - Campeón de I.M.A. Rumble In The Rockies 1999 (Una vez)

- MMAMania.com
  - Premio al Verdadero Guerrero 2010[20]

## Récord en artes marciales mixtas
| Resultado | Récord  | Oponente           | Método                             | Evento                                  | Fecha                    | Ronda | Tiempo | Localización            | Notas                                                                                       |
| --------- | ------- | ------------------ | ---------------------------------- | --------------------------------------- | ------------------------ | ----- | ------ | ----------------------- | ------------------------------------------------------------------------------------------- |
| Derrota   | 35–19–2 | Cezar Ferreira     | Decisión (dividida)                | UFC Fight Night: Poirier vs. Pettis     | 11 de noviembre de 2017  | 3     | 5:00   | Norfolk, Virginia       |                                                                                             |
| Derrota   | 35–18–2 | Vitor Belfort      | Decisión (unánime)                 | UFC 212                                 | 4 de junio de 2017       | 3     | 5:00   | Río de Janeiro          |                                                                                             |
| Derrota   | 35–17–2 | Sam Alvey          | Decisión (unánime)                 | UFC on Fox: Shevchenko vs. Peña         | 28 de enero de 2017      | 3     | 5:00   | Denver, Colorado        |                                                                                             |
| Victoria  | 35–16–2 | Tamdan McCrory     | KO (golpe y patada en la cabeza)   | UFC Fight Night: Lineker vs. Dodson     | 1 de octubre de 2016     | 2     | 4:44   | Portland, Oregón        | Actuación de la Noche.                                                                      |
| Derrota   | 34–16–2 | Thiago Santos      | KO (golpes)                        | UFC 198                                 | 14 de mayo de 2016       | 1     | 3:39   | Curitiba                |                                                                                             |
| Victoria  | 34–15–2 | C.B. Dollaway      | KO (golpe)                         | UFC on Fox: dos Anjos vs. Cerrone 2     | 19 de diciembre de 2015  | 2     | 0:28   | Orlando, Florida        |                                                                                             |
| Derrota   | 33–15–2 | Kelvin Gastelum    | TKO (parada del equipo)            | UFC 188                                 | 13 de junio de 2015      | 2     | 5:00   | Ciudad de México        |                                                                                             |
| Derrota   | 33–14–2 | Brad Tavares       | Decisión (unánime)                 | UFC 182                                 | 3 de enero de 2015       | 3     | 5:00   | Las Vegas, Nevada       |                                                                                             |
| Victoria  | 33–13–2 | James Te-Huna      | Sumisión (armbar)                  | UFC Fight Night: Te-Huna vs. Marquardt  | 28 de junio de 2014      | 1     | 4:34   | Auckland                | Retorno al peso medio; Actuación de la Noche.                                               |
| Derrota   | 32–13–2 | Héctor Lombard     | KO (golpes)                        | UFC 166                                 | 19 de octubre de 2013    | 1     | 1:48   | Houston, Texas          |                                                                                             |
| Derrota   | 32–12–2 | Jake Ellenberger   | KO (golpes)                        | UFC 158                                 | 16 de marzo de 2013      | 1     | 3:00   | Montreal                |                                                                                             |
| Derrota   | 32–11–2 | Tarec Saffiedine   | Decisión (unánime)                 | Strikeforce: Marquardt vs. Saffiedine   | 12 de enero de 2013      | 5     | 5:00   | Oklahoma City, Oklahoma | Perdió el Campeonato de Peso Wélter de Strikeforce.                                         |
| Victoria  | 32–10–2 | Tyron Woodley      | KO (codazos y golpes)              | Strikeforce: Rockhold vs. Kennedy       | 14 de julio de 2012      | 4     | 1:39   | Portland, Oregón        | Debut en peso wélter; Ganó el Campeonato Vacante de Peso Wélter de Strikeforce.             |
| Victoria  | 31–10–2 | Dan Miller         | Decisión (unánime)                 | UFC 128                                 | 19 de marzo de 2011      | 3     | 5:00   | Newark, Nueva Jersey    |                                                                                             |
| Derrota   | 30–10–2 | Yushin Okami       | Decisión (unánime)                 | UFC 122                                 | 13 de noviembre de 2010  | 3     | 5:00   | Oberhausen              | Eliminatoria por el título.                                                                 |
| Victoria  | 30–9–2  | Rousimar Palhares  | TKO (golpes)                       | UFC Fight Night: Marquardt vs. Palhares | 15 de septiembre de 2010 | 1     | 3:28   | Austin, Texas           |                                                                                             |
| Derrota   | 29–9–2  | Chael Sonnen       | Decisión (unánime)                 | UFC 109                                 | 6 de febrero de 2010     | 3     | 5:00   | Las Vegas, Nevada       | Eliminatoria por el título; Pelea de la Noche.                                              |
| Victoria  | 29–8–2  | Demian Maia        | KO (golpe)                         | UFC 102                                 | 29 de agosto de 2009     | 1     | 0:21   | Portland, Oregón        | KO de la Noche.                                                                             |
| Victoria  | 28–8–2  | Wilson Gouveia     | TKO (rodillazo y golpes)           | UFC 95                                  | 21 de febrero de 2009    | 3     | 3:10   | Londres                 |                                                                                             |
| Victoria  | 27–8–2  | Martin Kampmann    | TKO (golpes)                       | UFC 88                                  | 6 de septiembre de 2008  | 1     | 1:22   | Atlanta, Georgia        |                                                                                             |
| Derrota   | 26–8–2  | Thales Leites      | Decisión (dividida)                | UFC 85                                  | 7 de junio de 2008       | 3     | 5:00   | Londres                 | Marquardt fue penalizado con dos puntos durante la pelea por infracciones ilegales.         |
| Victoria  | 26–7–2  | Jeremy Horn        | Sumisión (guillotine choke de pie) | UFC 81                                  | 2 de febrero de 2008     | 2     | 1:37   | Las Vegas, Nevada       |                                                                                             |
| Derrota   | 25–7–2  | Anderson Silva     | TKO (golpes)                       | UFC 73                                  | 7 de julio de 2007       | 1     | 4:50   | Sacramento, California  | Por el Campeonato de Peso Medio de UFC.                                                     |
| Victoria  | 25–6–2  | Dean Lister        | Decisión (unánime)                 | UFC Fight Night: Evans vs. Salmon       | 25 de enero de 2007      | 3     | 5:00   | Hollywood, Florida      |                                                                                             |
| Victoria  | 24–6–2  | Crafton Wallace    | Sumisión (rear-naked choke)        | Ortiz vs. Shamrock 3: The Final Chapter | 10 de octubre de 2006    | 2     | 1:14   | Hollywood, Florida      |                                                                                             |
| Victoria  | 23–6–2  | Joe Doerksen       | Decisión (unánime)                 | UFC 58                                  | 4 de marzo de 2006       | 3     | 5:00   | Las Vegas, Nevada       |                                                                                             |
| Victoria  | 22–6–2  | Ivan Salaverry     | Decisión (unánime)                 | UFC Ultimate Fight Night                | 6 de agosto de 2005      | 3     | 5:00   | Las Vegas, Nevada       | Dio positivo por nandrolona.                                                                |
| Victoria  | 21–6–2  | Izuru Takeuchi     | Sumisión (rear-naked choke)        | Pancrase                                | 1 de mayo de 2005        | 3     | 2:19   | Yokohama                | Defendió el Campeonato de Peso Medio de Pancrase; Más tarde el título quedaría vacante.     |
| Victoria  | 20–6–2  | Kazuo Misaki       | Decisión (unánime)                 | Pancrase                                | 7 de noviembre de 2004   | 3     | 5:00   | Tokio                   | Ganó el Campeonato de Peso Medio de Pancrase.                                               |
| Empate    | 19–6–2  | Eiji Ishikawa      | Empate                             | Pancrase                                | 22 de junio de 2004      | 3     | 5:00   | Tokio                   |                                                                                             |
| Derrota   | 19–6–1  | Ricardo Almeida    | Sumisión (guillotine choke)        | Pancrase                                | 30 de noviembre de 2003  | 1     | 4:53   | Tokio                   | Perdió el Campeonato de Peso Medio de Pancrase.                                             |
| Victoria  | 19–5–1  | Yuji Hisamatsu     | Decisión (unánime)                 | Pancrase                                | 4 de octubre de 2003     | 2     | 5:00   | Osaka                   |                                                                                             |
| Victoria  | 18–5–1  | Steve Gomm         | Sumisión (golpes)                  | Global Domination                       | 6 de septiembre de 2003  | 1     | 3:28   | Denver, Colorado        |                                                                                             |
| Derrota   | 17–5–1  | Keiichiro Yamamiya | Decisión (unánime)                 | Pancrase                                | 27 de julio de 2003      | 3     | 5:00   | Tokio                   |                                                                                             |
| Victoria  | 17–4–1  | Izuru Takeuchi     | KO (golpes)                        | Pancrase                                | 8 de marzo de 2003       | 1     | 1:29   | Tokio                   | Defendió el Campeonato de Peso Medio de Pancrase.                                           |
| Victoria  | 16–4–1  | Kiuma Kunioku      | KO (rodillazo volador)             | Pancrase                                | 21 de diciembre de 2002  | 3     | 4:36   | Tokio                   | Ganó el Campeonato de Peso Medio de Pancrase.                                               |
| Derrota   | 15–4–1  | Izuru Takeuchi     | Decisión (unánime)                 | Pancrase                                | 29 de octubre de 2002    | 3     | 5:00   | Tokio                   |                                                                                             |
| Victoria  | 15–3–1  | Seiki Ryo          | Sumisión (armbar)                  | Pancrase                                | 28 de julio de 2002      | 1     | 1:37   | Tokio                   |                                                                                             |
| Victoria  | 14–3–1  | Kazuo Misaki       | TKO (brazo roto)                   | Pancrase                                | 25 de marzo de 2002      | 1     | 0:29   | Tokio                   |                                                                                             |
| Derrota   | 13–3–1  | Kiuma Kunioku      | Decisión (mayoritaria)             | Pancrase: Proof 7                       | 1 de diciembre de 2001   | 3     | 5:00   | Yokohama                | Perdió el Campeonato de Peso Medio de Pancrase.                                             |
| Victoria  | 13–2–1  | Yuji Hoshino       | Sumisión (triangle choke)          | Pancrase: Proof 6                       | 30 de octubre de 2001    | 3     | 2:13   | Tokio                   | Defendió el Campeonato de Peso Medio de Pancrase.                                           |
| Derrota   | 12–2–1  | Gil Castillo       | Decisión (unánime)                 | IFC: Warriors Challenge 14              | 18 de julio de 2001      | 5     | 5:00   | California              |                                                                                             |
| Victoria  | 12–1–1  | Masaya Kojima      | Sumisión (armbar)                  | Pancrase: Proof 3                       | 13 de mayo de 2001       | 1     | 1:45   | Tokio                   |                                                                                             |
| Victoria  | 11–1–1  | Hikaru Sato        | Sumisión (rear-naked choke)        | Pancrase: Proof 2                       | 31 de marzo de 2001      | 1     | 1:53   | Osaka                   |                                                                                             |
| Empate    | 10–1–1  | Kiuma Kunioku      | Empate                             | Pancrase: Trans 7                       | 4 de diciembre de 2000   | 1     | 20:00  | Tokio                   | Defendió el Campeonato de Peso Medio de Pancrase.                                           |
| Victoria  | 10–1    | Shonie Carter      | Decisión (unánime)                 | Pancrase: 2000 Anniversary Show         | 24 de septiembre de 2000 | 2     | 3:00   | Yokohama                | Ganó el Campeonato de Peso Medio de Pancrase y el Torneo de Peso Medio de King of Pancrase. |
| Victoria  | 9–1     | Kiuma Kunioku      | Decisión (unánime)                 | Pancrase: 2000 Anniversary Show         | 24 de septiembre de 2000 | 1     | 10:00  | Yokohama                | Torneo de King of Pancrase de Peso Medio (semifinal).                                       |
| Victoria  | 8–1     | Daiju Takase       | KO (rodillazo)                     | Pancrase: Trans 4                       | 26 de junio de 2000      | 2     | 1:30   | Tokio                   |                                                                                             |
| Victoria  | 7–1     | Anthony Washington | Sumisión (golpes)                  | Ring of Fire 1                          | 18 de marzo de 2000      | 1     | 3:01   | Denver, Colorado        | Debut en peso medio; Ganó el Campeonato de Peso Medio de ROF.                               |
| Derrota   | 6–1     | Genki Sudo         | Sumisión (armbar)                  | Pancras: Breakthrough 11                | 18 de diciembre de 1999  | 1     | 13:31  | Yokohama                |                                                                                             |
| Victoria  | 6–0     | David Harris       | Sumisión (rear-naked choke)        | Bas Rutten Invitational 4               | 14 de agosto de 1999     | 1     | 15:01  | Estados Unidos          | Ganó el Campeonato de Peso Ligero de BRI.                                                   |
| Victoria  | 5–0     | Josh Groves        | Sumisión (triangle choke)          | Bas Rutten Invitational 4               | 14 de agosto de 1999     | 1     | 1:49   | Estados Unidos          | Campeonato de Peso Ligero de BRI (semifinal).                                               |
| Victoria  | 4–0     | Yves Edwards       | Sumisión (heel hook)               | Bas Rutten Invitational 4               | 14 de agosto de 1999     | 1     | 3:04   | Estados Unidos          | Campeonato de Peso Ligero de BRI (cuartos de final).                                        |
| Victoria  | 3–0     | José García        | Sumisión (rear-naked choke)        | Rumble In The Rockies                   | 7 de junio de 1999       | 1     | 3:32   | Denver, Colorado        | Ganó el Campeonato de Peso Ligero de RITR.                                                  |
| Victoria  | 2–0     | Josh Medina        | Sumisión (arm-triangle choke)      | Rumble In The Rockies                   | 7 de junio de 1999       | 1     | 0:27   | Denver, Colorado        | Campeonato de Peso Ligero de RITR (semifinal).                                              |
| Victoria  | 1–0     | Mike Lee           | Sumisión (rear-naked choke)        | WVF: Durango                            | 17 de abril de 1999      | 2     | 2:13   | Durango, Colorado       | Ganó el Campeonato de Peso Ligero de WVF.                                                   |